# Börje Hallin

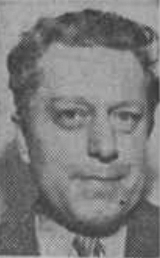
Börje Hallin

Börje Clemens Hallin, född 24 september 1909 i Hallaröds församling, Malmöhus län, död 16 maj 1986 i Oxelösund, var en svensk arkitekt. 
Hallin, som var son till målarmästare Albin Hallin och Augusta Groth, avlade studentexamen i Stockholm 1930 och utexaminerades från Kungliga Tekniska högskolan 1937. Han anställdes på länsarkitektkontoret i Malmöhus län 1937, i Kristianstads län 1938, blev stadsplanearkitekt i Finspångs köping 1944, innehade specialuppdrag på länsarkitektkontoret i Göteborgs och Bohus län 1952 och var stadsarkitekt i Oxelösunds stad från 1957.